# Grangrundet
Grangrundet is een van de eilanden van de Lule-archipel. De archipel hoort bij Zweden. Het eiland ligt net buiten de Rånefjärden op 200 meter ten zuidwesten van Laxön. Het heeft geen oeververbinding. Er is enige bebouwing.
Ågrundet · Alskäret · Avasjögrundet · Fågelreven · Flakaskäret · Fliggen · Furuholmen · Grangrundet · Granholmen · Hällholmen · Kilsgrundet · Köpmanholmen · Långholmen · Laxön · Laxögrundet · Lill-Kilholmen · Lönngrundet · Piltreven · Rödbergsgrunden · Sandviksreven · Skärgrundet · Skärgrundsflagan · Stor-Kilholmen · Stor-Lönngrundet · Troppen · Yttre Sandgrundet